# ور
وَر (پهلوی: وَر var؛ اوستایی: ورنگه varangh) یا پَساخت (pasâxt) یا آزمایش ایزدی یا داوری ایزدی آزمون‌هایی بود در دین مزدیسنا که از سوی داوران برای اثبات راست‌گویی یا حقانیت کسی برگزیده و به اجرا گذاشته می‌شد. ور تنها ویژهٔ ایرانیان نبوده و در اروپا نیز تا سده‌های میانه رواج داشته‌است. 

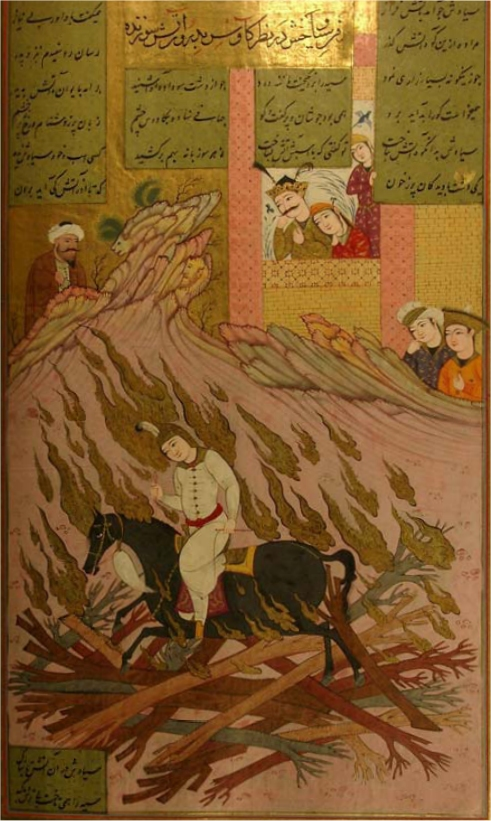
گذر سیاوش از آتش، اثر رضای مصور، کتابخانه ملی روسیه در سن پترزبورگ

## در ایران باستان
در ایران باستان ور بر دو گونه بوده‌است، ور سرد و ور گرم.
ور گرم یا ور آتش قسمی از قضاوت بود که از آتش یا فلز گداخته، راه رفتن بر روی آتش یا فرو بردن دست در آب یا روغن جوش مدد می‌گرفت. برای نمونه گذر سیاوش و ریختن فلز گداخته بر سینهٔ آذرپاد مهرسپندان برای اثبات ادعا، گونه‌هایی از ور گرم بوده‌اند. ور سرد یا ور آب نیز عبارت از غوطه ور شدن در آب و خفه شدن و نوشیدن زهر و چون آن است. در بیشتر موارد آب را با موادی چون گوگرد یا خاکه زر مخلوط کرده و به شخص می‌خوراندند. خوراندن آبِ گوگرد (اوستایی: Soakenta Vant) به واژگان سوگند تبدیل شده و امروزه در زبان فارسی سوگند را با فعل خوردن به کار می‌برند. به علت جایگاه مهم آتش در ایران باستان، ور گرم را برای بزرگان جامعه و متولیان دین به کار می‌برده‌اند.
در رشن‌یشت دربارهٔ ور آتش، ور روغن و ور شیرهٔ گیاهان مطالبی آمده‌است. این یشت دربارهٔ ایزد رشن یا رشنو است که ایزد سوگند یا آزمایش ایزدی بوده‌است. چند بند اول آن شامل درخواست از رشن برای حاضر شدن در هنگام برگزاری ور است. در یشت دوازدهم (بند سوم) از انجمن داورانِ ور یا اوروَثا (urvaθâ) و سرپرست این انجمن تکئشه (tkaeša) یاد شده‌است، که سرپرست احتمالاً کار فراهم کردن آلات و ادوات آزمون را به عهده داشته‌است.
در برخی متن‌های زرتشتی از جمله گزیده‌های زات‌سپرم (فصل بیست و سوم) به گذر زرتشت از دو ورِ گرم و یک‌ور سرد اشاره شده‌است: نخست گذر از آتش بود که او سه گام را به نماد نیکی در گفتار و کردار و پندار در آتش سوزان برداشت و آسیبی ندید، دوم فلز گداخته بر سینه‌اش ریختند که یخ بست و سوم آنکه شکمش را دریدند و دستی بر شکمش کشیده و زخم را بهبود داد.

## در اروپا

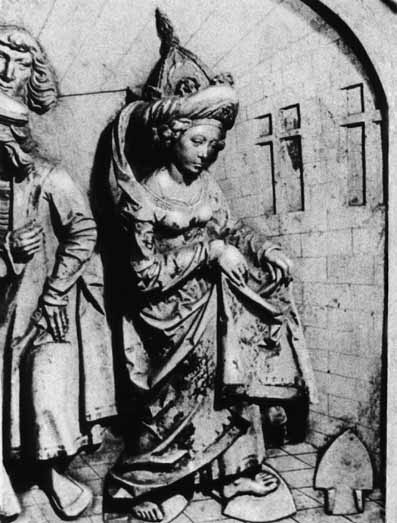
آزمون گذر از گاوآهنِ گداخته؛ در این نقش‌برجسته در کلیسای بامبرگ کونیگونده همسر هاینریش دوم امپراتور مقدس روم که به زنا متهم‌شده بود برای اثبات بی‌گناهی بر روی گاوآهن داغ گام برمی‌دارد. اثر مربوط به ۱۰۱۰ میلادی

ور در میان مسیحیان اروپایی نیز رواج داشته‌است و بدان آزمون دشوار (انگلیسی: Ordeal) می‌گفتند. این آزمون برای نشان دادن گناهکاری یا بی‌گناهی کسی انجام می‌شد. اگر در روند این آزمون دردناک شخص زخمی می‌شد یا پس از آزمون زخمش به تندی بهبود می‌یافت او را بی‌گناه می‌شمردند. این آزمون از یونانی‌های باستان به روم رسید و در تمام اروپا گسترش پیدا کرد، مثلاً در انگلستان میان آنگلوساکسون‌ها رواج داشته‌است. این آزمون برای نجیب‌زادگان توسط آتش همانند راه رفتن روی آهن گداخته و مردمان فروطبقه‌تر با آب انجام می‌شد. شیوهٔ دیگری از این آزمون که با گسترش مسیحیت در اروپا انجام می‌شده آزمون صلیب بوده‌است. در این شیوه دو صاحب ادعا روبه‌روی یکدیگر می‌ایستادند و دست‌هایشان را همانند چلیپا می‌گشودند، نخستین کسی که دستش می‌افتاد گناهکار شمرده می‌شد. با گذشت زمان این آزمون به مبارزهٔ دوئل تبدیل شد.
در سال ۱۲۱۵ پاپ اینوسنت سوم، بر ضد چنین آزمونهای دشواری فتوا صادر کرده و گرفتن هرگونه تبرک برای انجام آزمون آب جوش، آهن گداخته یا دوئل را از طرف کلیسا قدغن اعلام کرد. روی هم رفته انجام آزمون‌ها در قرون چهارده و پانزده میلادی رفته رفته منسوخ شد، به جز گونه‌ای از آن که در دادگاه‌های مجازات جادوگران اعمال می‌شد و عبارت بود از آزمون آب سرد (صندلی غوطه، انگلیسی: Ducking stools) که تا قرون شانزده و هفده تا چندی برجا ماند.